# Anna Neye
Anna Neye (født 7. juli 1969) er en dansk skuespillerinde og manuskriptforfatter. Hun er uddannet fra The Arts Educational School i London i 1995 og blev færdig på manuskriptuddannelsen fra Den Danske Filmskole i 2005. Hun modtog Danske Dramatikeres Talentpris i 2007.
Hun er bedst kendt for satireprogrammet Normalerweize. Hun udviklede programmet og dets karakterer med skuespilleren Lærke Winther. De fik hjælp af Hella Joof med at få serien solgt til DR2 og programmet fik tre sæsoner mellem 2004 til 2008 med gode anmeldelser. I december 2009 opsatte Poulsen og Winther deres program på Bellevue Teatret. I 2012 begyndte duoen at skrive på et fælles filmprojekt . Dog er det uvist om det er en fortsættelse af satireprogrammet. Hun havde desuden en rolle i familiefilmen Monsterjægerne og var gæstevært i Live fra Bremen 1. oktober 2010.
Siden 2009 har hun holdt sig til manuskript-skrivning. Det har ført til flere projekter inden for radiodramatik. I 2008 skrev og instruerede hun Sognefald, en radio-sitcom for DR Radiodrama, bestående af otte afsnit. Serien var et satirisk blik på den danske folkekirkes status og omhandlede en magtkamp mellem en menighedsrådsformand og en præst fra København der havde forskellige fortolkninger af biblen. På rollelisten var bl.a. Birthe Neumann, Søren Sætter-Lassen og Anders Hove. I 2012 skrev hun igen for DR, denne gang radio-krimien Radio Noir der bestod af fire afsnit. Serien tog udgangspunkt i film-noir stilen og omhandlende en hjemvendt krigsveteran med hukommelsesproblemer. På rollelisten var bl.a. Alexandre Willaume, Pilou Asbæk og Beate Bille. Samtidig var hun også medforfatter til Store Stygge Ulf Show der gik på TV2 Charlie i 2011.
Desuden har hun, i samarbejde med forfatter Camilla Hübbe, skrevet den julekalender Tvillingerne og Julemanden til TV2. Serien genbruger karakterer fra Ludvig og Julemanden og på rollelisten er bl.a. Lars Hjortshøj, Camilla Bendix og Nikolaj Kopernikus, samt Lærke Winther der var Neyes samarbejdspartner på Normalerweize.
Som skuespiller arbejdede hun bl.a. på Dr. Dante og Aveny T samt havde sit eget teaterkompagni Mucca Divina.

## TV
- Danmark - Fra Kolonimagt til Kolonihavemagt (2014/2015). (hovedforfatter)
- The Thruth (2014). Sketchrække DR3. (forfatter, skuespiller)
- Tvillingerne og Julemanden (2012/2013) (hovedforfatter)
- Normalerweize (2004-2008) (forfatter, skuespiller)

Sæson 1 (forfatter, skuespiller)
Sæson 2 (forfatter, skuespiller)
Sæson 3 (forfatter, skuespiller)
- Jul Med Normalerweize (2011) (forfatter, skuespiller)
- Store Stygge Ulf Show (2010/2011) (forfatter)

## Filmografi
- Sommer i Tyrol (2010) (instruktør, forfatter)
- Richard - Memories from the scrapbook (2004) (kortfilm) (instruktør, forfatter, skuespiller, producer)
- Tobeornottobe (2001) (kortfilm) (instruktør, forfatter, skuespiller, producer)
- Canst thou, O cruel! (1998) (kortfilm) (instruktør, forfatter, skuespiller, producer)
- Viften (2023) (forfatter, skuespiller) spillefilm om slavegjortes oprør i Dansk Vestindien i 1848

## Radio
- Kong Juni (2014/2015) Drama. DR – Radiodrama. 3.episoder.
- Mors Skat (2013) Radiokrimi. DR - Radiodrama. 3 episoder. (hovedforfatter)
- Radio Noir (2011) Radiokrimi. DR - Radiodrama. 3 episoder. (hovedforfatter)
- Mørk Middag (2011) Radiokrimi. DR – Radiodrama. (forfatter)